# Anna Maria di Ortenburg
Anna Maria di Ortenburg (1547 – Ortenburg, 16 dicembre 1601) è stata una nobildonna tedesca.
Fu la madre di Carlo I del Liechtenstein.

## Biografia
La contessa Anna Maria nacque nel 1547, ultima dei tre figli di Karl I (1501-1552) e Maximiliana von Fraunberg zum Haag (?-1559).
Il 28 ottobre 1568 sposò a Neu-Ortenburg Hartmann II del Liechtenstein. Con il matrimonio portò con sé alcuni dipinti sui conti di Haag e di Ortenburg, il più importante dei quali è il ritratto di suo zio Ladislaus von Fraunberg.
Morì a circa 54 anni il 16 dicembre 1601 a Ortenburg, città in cui fu anche tumulata.

## Discendenza
Anna Maria di Ortenburg e Hartmann II del Liechtenstein ebbero cinque figli e quattro figlie:
- Carlo (1569-1627);
- Maria Susanna (11 settembre 1570 - 27 maggio 1580);
- Giovanna (14 novembre 1571 - 20 dicembre 1571);
- Caterina (25 novembre 1572 - 16 aprile 1643);
- Weikard (6 gennaio 1574 - 22 febbraio 1577);
- Maria Giuditta (18 aprile 1575 - Karsbach, 6 marzo 1621);
- Giorgio Volfango (1576 - 11 aprile 1579);
- Massimiliano (1578-1643);
- Gundacaro (1580-1658).